# Червоний Шлях (Полтава)
Мікрорайон міста Полтави, селище в межах міста, розташоване на Монастирській горі. 

## Історія

### Походження
Перші постійні поселення на території Монастирської гори  в Полтаві з'являються в 1650-их роках, з початком будівництва Хрестовоздвиженського монастиря. До того часу на  Монастирській горі зростав дубовий ліс (нагірна діброва). 

### Облога Полтави
В розпал подій Великої Північної війни, 7 квітня 1709 року до Полтави почали підходити перші полки шведської армії і козаків Мазепи. 26 квітня 1709 року до Полтави прибуває шведський король Карл ХІІ, який розташовує свою ставку на території Червоного Шляху в Хрестовоздвиженському монастирі. Також з королем в монастирі базується похідна канцелярія і майже весь генеральний штаб. За час облоги Полтави, в період з 2 травня по 26 червня на території Червоного Шляху (від монастиря до сучасної вулиці 3-я лінія) базувалася вся незадіяна в облозі піхота (бл. 10 тис. ч.). Відомо також, що за час перебування тут шведського короля, на територію Червоного Шляху приїздило багато козацьких старшин, в тому числі І. Мазепа, К. Гордієнко і П. Орлик. Опівночі, 27 червня 1709 року, шведська армія чотирма колонами залишила Червоний Шлях і вирушила на Полтавську битву. Через поразку в ній, шведи і козаки на Монастирську гору більше не повернулися. Проте, під час Полтавської битви, через Яківці до монастиря було відправлено декілька російських батальйонів на захоплення місця шведського штабу.

### Подальша історія
Хоч росіяни і шанували Полтавську битву як одну з найвеличніших своїх перемог, на містобудування Полтави і Червоного Шляху зокрема це аж ніяк не вплинуло. 7 червня 1787 року до Полтави приїздила Катерина ІІ яка відвідала Хрестовоздвиженський монастир, де для неї ремонтувався та опоряджався збудований ігуменом Полтавського Хрестовоздвиженського монастиря Амфілохієм Леонтовичем всередині 1770-х років будинок настоятеля. Знаходився він у східній частині монастирського двору. Це була дерев’яна, зведена на мурованому цоколі споруда. За її наказом вперше була проведена реконструкція Полтавської битви, організацію якої взяли на себе прибулі до Полтави, вже відомі генерали - О. Суворов і М. Кутузов, які також побували на території сучасного Червоного Шляху.                                                                                                                                                
На плані Полтави від 1876 року помітно вже декілька споруд, які віддалені від монастиря, і яких ще не було на карті 1869 року.                                                                                                                                                
Саме селище "Червоний Шлях" утворилося в радянський час, про що свідчить його назва. Восени 1925 року міською владою на Монастирській горі  було виділено 52 десятини землі (близько 57 га) для садибного будівництва  робітникам залізниці (шляховикам). Найстаріша забудована ділянка в селищі - будинки від початку вулиці Лисенка до перехрестя з вулицею 1-а лінія. Наприклад, цікавими пам'ятками архітектури радянського часу є двоповерхові садибні будинки за адресою вулиці Лисенка №16 і №18, які були збудовані в 1927 році в стилі українського модерну. Вони слугували гуртожитками для залізничників. У наш час багато будинків, споруджених у кінці 1920-х років, вже знесено або перебудовано.                                                                                                                                                
22 - 23 Вересня 1943 року Червоний Шлях від німецьких військ звільнили частини  23 і 26 гвардійських дивізій Степового фронту. Залишки снарядів і гільз, які знаходять сьогодні на території селища, доводить те, що тут були бої. Червоний Шлях був один із перших звільнених районів Полтави.

### Червоний Шлях сьогодні
Станом на 2020 рік селище Червоний Шлях має  протяжність 2,22 км із півночі на південь  і 683 м зі сходу на захід, по контуру плато Монастирської гори. Загальна площа селища - 122 га. Тут є 4 продуктові магазини, амбулаторія, Дитячо-юнацький Клуб "Веселка", Дитячий ясла-садок №20. Є місцевий парк з обеліском в пам'ять про загиблих односельчан в роки Другої Світової війни. Є два дитячих майданчики. З центру і інших районів міста, сюди ходять автобуси: №10, №10А, №32, №4, №6. Населення Червоного Шляху становить 2525 осіб (2019).

### Вшанування
26 січня 2024 року на території селища за ініціативи ГО Всеукраїнське суспільне об’єднання “Георгія” створили сквер імені Вахтанга Кікабідзе. Облаштування скверу та встановлення пам'ятного знаку взяла на себе грузинська діаспора.